# Joaquín Tagle Ruiz
Joaquín Tagle Ruiz (Santiago, 1889-ibíd, 18 de abril de 1944) fue un agricultor y político chileno, miembro del  Partido Conservador (PCon).

## Biografía

### Primeros años y familia
Nació en Santiago en 1889. Era hijo de Rafael Tagle Jordán y de Josefina Ruiz Valledor. Estuvo casado con Elena Schiel Walker, matrimonio del cual nacieron cuatro hijos.

### Estudios y vida laboral
Estudió en el Colegio San Ignacio entre los años 1900 y 1907.
Se desempeñó laboralmente como agricultor, explotando el fundo Las Rosas de Requínoa, y teniendo a su cargo el fundo Santa Amalia en el mismo lugar. Además fue un colaborador de la prensa en temas políticos y económicos.

## Trayectoria política
Militó en el Partido Conservador (PCon).
Fue alcalde de la Municipalidad de Caupolicán en 1921, y alcalde de la Municipalidad de Rancagua hasta su muerte, en 1944.
En las elecciones de marzo de 1921 resultó elcho diputado por Caupolicán, para el periodo 1921-1924. Fue reelecto por el mismo Departamento para el periodo 1924-1927, sin embargo no logró completarlo a causa de la abolición del Congreso Nacional el 11 de septiembre de 1924.
En las elecciones parlamentarias de 1925, fue reelecto diputado por la 10.ª Circunscripción Departamental de Caupolicán, San Vicente y San Fernando en dos períodos consecutivos 1926-1930 y 1930-1934. Integró las Comisiones permanentes de Elecciones; de Gobierno; de Instrucción Pública; de Gobierno Interior; de Hacienda; de Policía Interior; de Higiene y Asistencia Pública; de Industria y Comercio y la de Presupuestos y Decretos Objetados, fue presidente de esta última comisión. No pudo completar el segundo periodo legislativo, a raíz de la disolución del Congreso Nacional en junio de 1932.
Ocupó durante su periodo parlamentario el cargo de Presidente de la Cámara desde el 28 de octubre de 1929 hasta el 15 de mayo de 1930.
Fue socio del Club de la Unión.